# 2. hokejová liga SR 2014/2015
Sezóna 2014/2015 byla 22. ročníkem 2. slovenské hokejové ligy. Vítězem se stal tým HC Nové Zámky, který postoupil do 1. hokejové ligy. Z 1. ligy sestoupil tým MšHK Bulldogs Prievidza.

## Systém soutěže
Soutěž byla rozdělena do dvou skupin (západ a východ). Celkem se jich zúčastnilo 18 týmů po sedmi týmech. Ve všech skupinách se odehrálo 24 zápasů. Bodový systém v soutěži se nezměnil, za výhru se získalo tři body, za výhru v prodloužení získal klub dva body, za prohru v prodloužení jeden bod a za prohru nezískal klub žádný bod. První dva týmy z každé skupiny postoupili do finálové části o postup. Nejlepší tým postoupil přímo do 1. ligy. Ze soutěže se nesestupovalo.

## Skupina západ

### Základní část
|  | Postupující o postup |

| Poř. | Tým                        | Z  | V  | VP | PP | P  | Skóre   | B  | +/−  |
| ---- | -------------------------- | -- | -- | -- | -- | -- | ------- | -- | ---- |
| 1.   | HC Nové Zámky              | 24 | 21 | 0  | 0  | 3  | 171:70  | 63 | +101 |
| 2.   | HK Levice                  | 24 | 15 | 1  | 2  | 6  | 117:74  | 49 | +43  |
| 3.   | MHK Dubnica                | 24 | 15 | 1  | 1  | 7  | 137:97  | 48 | +40  |
| 4.   | HK 96 Nitra                | 24 | 12 | 4  | 0  | 8  | 124:101 | 44 | +23  |
| 5.   | ŠHK Púchov                 | 24 | 11 | 1  | 3  | 9  | 132:111 | 38 | +21  |
| 6.   | HK Iskra Partizánske       | 24 | 8  | 1  | 2  | 13 | 87:107  | 28 | –20  |
| 7.   | HC ’05 Banská Bystrica "B" | 24 | 7  | 0  | 1  | 16 | 76:143  | 22 | –67  |
| 8.   | HC Petržalka 2010          | 24 | 6  | 0  | 2  | 16 | 81:126  | 20 | –45  |
| 9.   | HK Hamikovo                | 24 | 2  | 3  | 0  | 19 | 72:168  | 12 | –96  |

### Skupina východ
|  | Postupující o postup |

| Poř. | Tým                  | Z  | V  | VP | PP | P  | Skóre   | B  | +/−  |
| ---- | -------------------- | -- | -- | -- | -- | -- | ------- | -- | ---- |
| 1.   | MHK Humenné          | 24 | 21 | 2  | 0  | 1  | 214:52  | 67 | +162 |
| 2.   | MŠK Hviezda D. Kubín | 24 | 17 | 1  | 3  | 3  | 210:64  | 56 | +146 |
| 3.   | HKM Rimavská Sobota  | 24 | 15 | 1  | 2  | 6  | 129:63  | 49 | +66  |
| 4.   | MHK Ružomberok       | 24 | 11 | 1  | 0  | 12 | 92:107  | 35 | –15  |
| 5.   | MHK Blesky Detva     | 24 | 10 | 2  | 0  | 12 | 129:153 | 34 | –24  |
| 6.   | HK Sabinov           | 24 | 10 | 0  | 1  | 13 | 98:110  | 31 | –12  |
| 7.   | HK Slovan Gelnica    | 24 | 9  | 1  | 2  | 12 | 72:93   | 31 | –21  |
| 8.   | HK Brezno            | 24 | 6  | 1  | 1  | 16 | 78:141  | 21 | –63  |
| 9.   | HC Lučenec           | 24 | 0  | 0  | 0  | 24 | 40:279  | 0  | –239 |

## O postup
- HC Nové Zámky – MHK Humenné 2:1 (6:3, 2:3, 4:1)

- Konečný stav série 2:1 na zápasy pro HC Nové Zámky, který tak přímo postoupil do 1. hokejové ligy.